# 洛斯托尼奥
洛斯托尼奥，是匈牙利佐洛州所辖的一个村，总面积8.77平方公里，总人口111，人口密度12.7人/平方公里（2010年1月1日）。